# Sam Mendes
Samuel Alexander Mendes (Reading, 1 augustus 1965) is een Brits theater- en filmregisseur.

## Regisseur
Als theaterregisseur is hij bekend voor zijn productie van de musical Cabaret in 1998.
Als filmregisseur is hij bekend om zijn debuutfilm American Beauty (1999), een zwarte tragikomedie rond het Amerikaanse gezinsleven, waarmee hij een Oscar voor beste regisseur won. Later maakte hij nog twee films, die volgens hem deel uitmaakten van zijn Amerika-trilogie. Het drieluik begon met American Beauty, later volgden de misdaadfilm Road to Perdition (2002), gesitueerd in het Amerikaanse gangstermilieu uit de jaren dertig en ten slotte de oorlogsfilm Jarhead (2005) over het United States Marine Corps.
In 2008 verwezenlijkte Mendes het drama Revolutionary Road waarin zijn toenmalige vrouw Kate Winslet de hoofdrol speelde naast Leonardo di Caprio. Winslet mocht voor haar rol de Golden Globe voor beste actrice in een drama ontvangen.
Mendes nam ook de regie voor zich van twee James Bondfilms: Skyfall (2012) en Spectre (2015).
Zijn oorlogsfilm 1917 won in 2020 bij de Golden Globes de prijs voor beste film.
Behalve films, maakte hij ook enkele documentaires. Zijn eerste kwam uit in 2010, Out of the Ashes, over het Afghaanse cricketteam in 2010. In 2025 regisseerde hij voor de BBC What They Found. Deze film gaat over de bevrijding van concentratiekamp Bergen-Belsen.

## Privé
Mendes is de zoon van de Brits-Joodse schrijfster Valerie Mendes (geboren Barnett), en Jameson Peter Mendes, een hoogleraar met een Portugese achtergrond.
Na romances met een aantal actrices onder wie Cameron Diaz, Calista Flockhart en Rachel Weisz, trouwde Mendes met Kate Winslet op 24 mei 2003. Samen hebben ze een zoon. Winslet en Mendes gingen in 2010 uit elkaar, waarna hij in 2017 trouwde met de Britse muzikante Alison Balsom, met wie hij een dochter heeft.

## Filmografie
- 1999 - American Beauty
- 2002 - Road to Perdition
- 2005 - Jarhead
- 2008 - Revolutionary Road
- 2009 - Away We Go
- 2012 - Skyfall
- 2015 - Spectre
- 2019 - 1917
- 2022 - Empire of Light
- 2025 - What They Found (televisiedocumentaire)